# Biagio Vittorio Terrinoni
Biagio Vittorio Terrinoni OFMCap (* 2. März 1914 in Fiuggi; † 15. April 1996) war ein italienischer Geistlicher.
Terrinoni wurde am 3. März 1940 zum Priester für den Kapuzinerorden geweiht. Papst Paul VI. ernannte ihn am 17. April 1971 zum Titularbischof von Ferentium und Weihbischof in Rom. Kardinalvikar Angelo Dell’Acqua spendete ihm am 19. Mai 1971 in San Felice da Cantalice a Centocelle die Bischofsweihe. Am 22. April 1977 wurde er zum Bischof von Marsi ernannt. Mitkonsekratoren waren Andrea Pangrazio, Bischof von Porto e Santa Rufina, und Ugo Poletti, Generalvikar im Bistum Rom. Am 30. September 1986 wurde der Name seines Bistums in Avezzano umbenannt. Am 23. Juni 1990 nahm der Papst seinen Rücktritt als Bischof an.